# Mieczysław Nowicki
Mieczysław Paweł Nowicki (nascido em 26 de janeiro de 1951) é um ex-ciclista polonês que competia tanto em provas de estrada, quanto de pista. Representou seu país, Polônia, nos Jogos Olímpicos de Verão de 1976 em Montreal, Canadá. Lá, ele conquistou a medalha de bronze na prova de estrada individual masculino, atrás do sueco Bernt Johansson e do italiano Giuseppe Martinelli. Na prova de estrada contrarrelógio por equipes (100 km), obteve a medalha de prata, junto com Ryszard Szurkowski, Tadeusz Mytnik e Stanisław Szozda. Também competiu nos Jogos Olímpicos de Verão de 1972 em Munique, terminando em quarto lugar na perseguição por equipes de 4 km. Em 1973, Nowicki estabeleceu o recorde da hora nacional polonês de 42.231 km, um recorde que permaneceu por mais de quarenta anos, sendo quebrado por Andrzej Bartkiewicz em 2014.
Após retirar-se do ciclismo, tornou-se ministro do esporte pelo governo polonês.